# Castillo Komoro

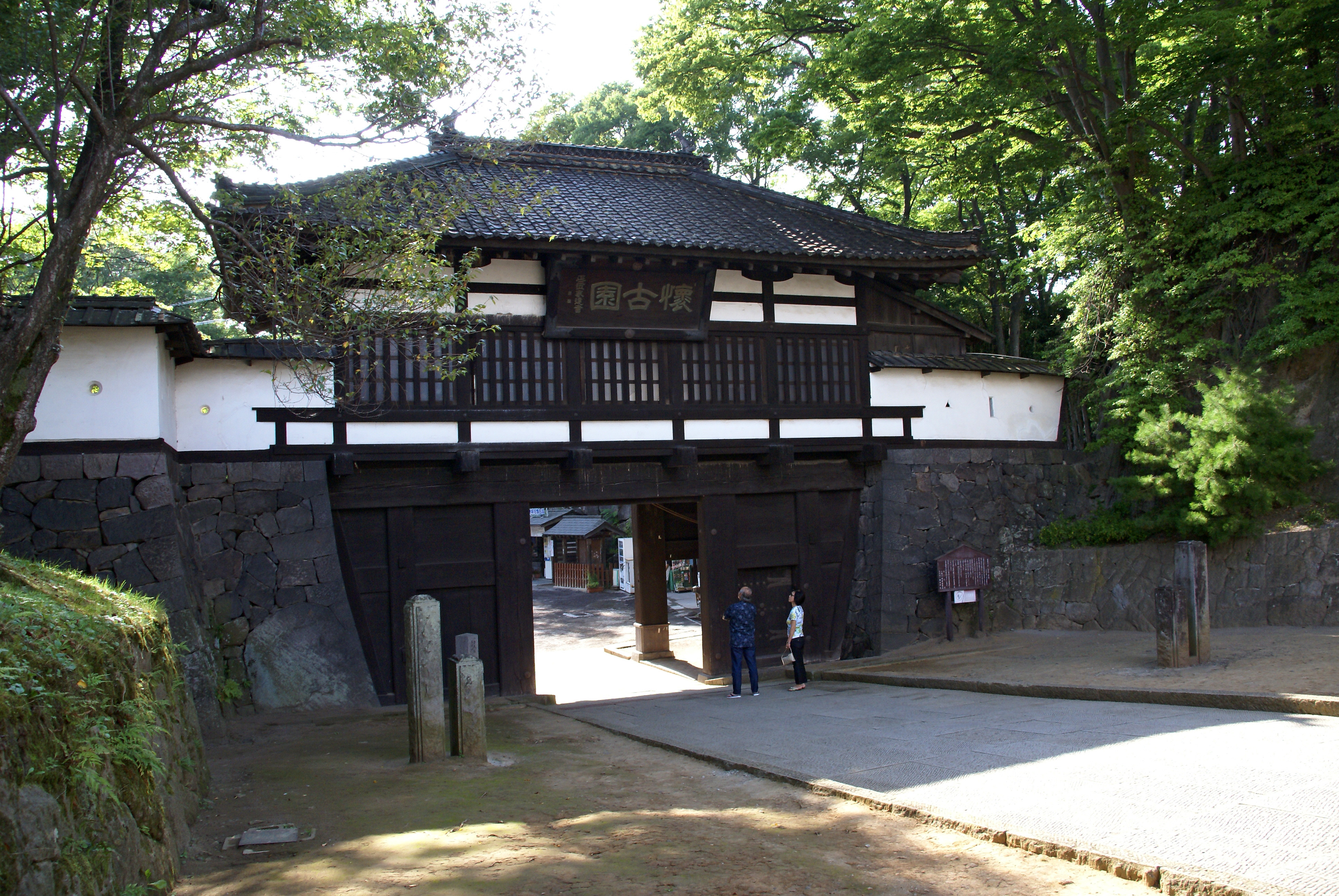
Sannomon (Puerta Sanno) del castillo.

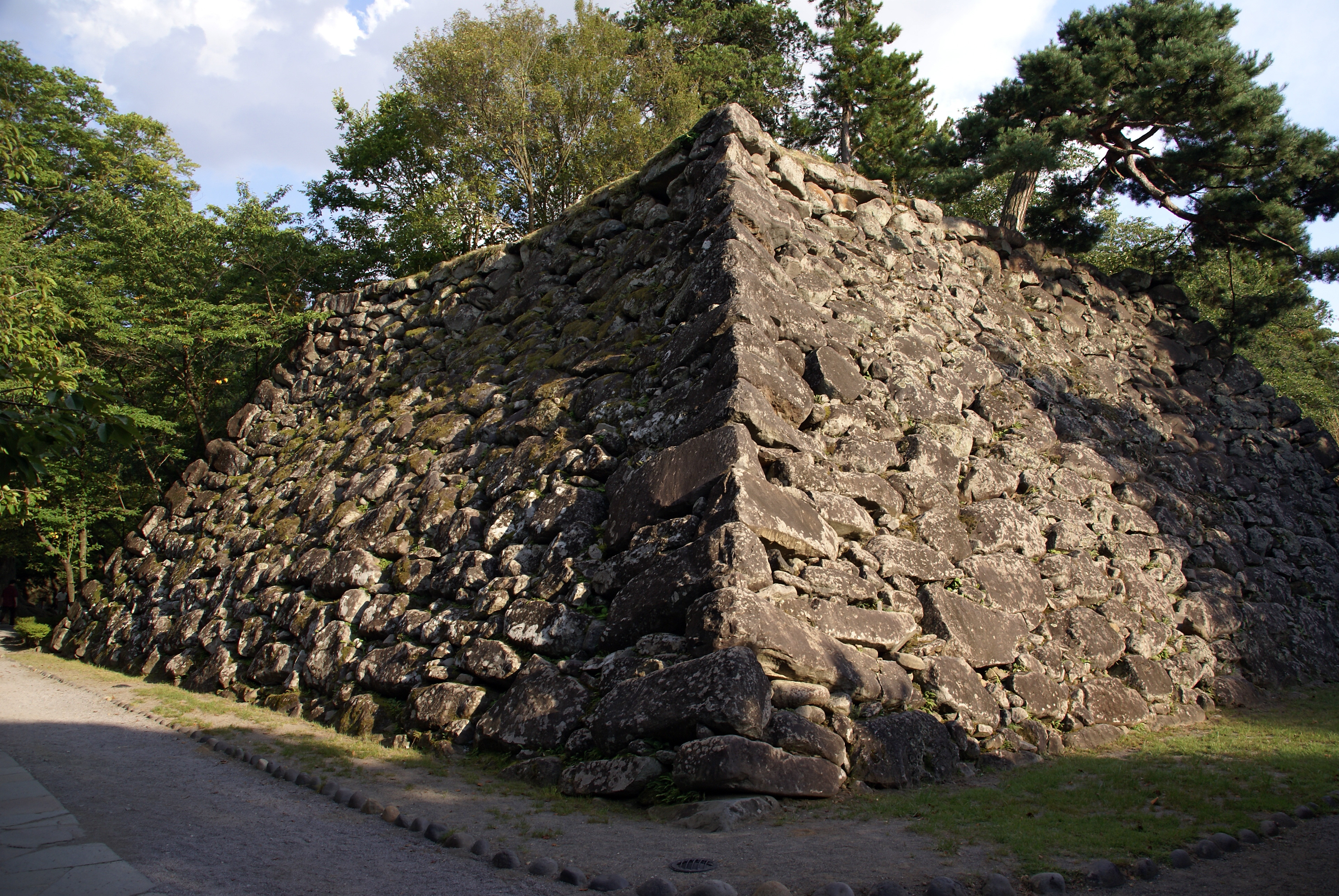
Fundamentos del tenshu.

El Castillo Komoro (小諸城 Komorojō?) es un castillo japonés del tipo hirayamashiro localizado en Komoro, en la prefectura de Nagano, Japón. Fue construido por el legendario Takeda Shingen en el año de 1554. En 1590, Sengoku Hidehisa se convirtió en el daimyō del han por lo que tomó posesión del castillo. A Hidehisa lo sucedió su hijo, Sengoku Tadamasa, quien se encargó de realizar varias mejoras a la fortaleza y los fundamentos del tenshu datan de esta época. El tenshu sufrió un grave incendio durante el periodo Edo por lo que se destruyó.
Gran parte de lo que quedó del castillo fue demolido durante la Restauración Meiji en 1871.
Actualmente las ruinas así como las puertas Ote y Sanno están abiertas al público y han sido declaradas como Propiedad Cultural Importante por el gobierno de este país.